# Titres subordonnés à durée indéterminée
Les titres subordonnés à durée indéterminée (ou TSDI) sont des émissions subordonnées sans durée précise.

## Utilisation
Lors de la crise financière de 2008, l'État français annonce le 20 octobre l'injection au capital de six banques 10,5 milliards d'euros sous forme de TSDI,.